# 東奧托克

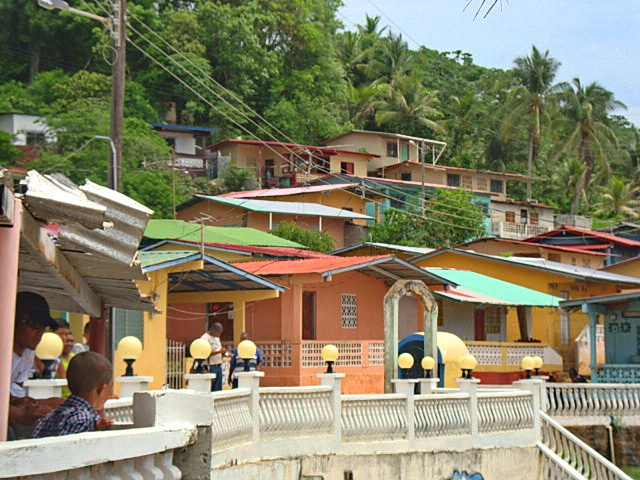
东奥托克街景

東奧托克（西班牙語：Otoque Oriente），是巴拿馬的城鎮，位於該國中東部，由巴拿馬省的塔沃加區負責管轄，面積1.6平方公里，海拔高度0米，2010年人口126，人口密度每平方公里78.8人。